# Pilgrimsfærd til Black Hills
|  | Denne artikel er oprettet af botten PalnaBot ud fra en ekstern database. Den kan derfor have sproglige fejl eller mangler. Denne skabelon kan fjernes efter kontrol af indholdet. |

Pilgrimsfærd til Black Hills er en dokumentarfilm fra 1991 instrueret af Paul Englar efter manuskript af Ulla Carin Nyquist, Paul Englar.

## Handling
Black Hills-bjergene vest for Wounded Knee er smukke turistattraktioner i dag - for 100 år siden var området skueplads for massakren på Sioux-indianerne. I filmen følges dels en amerikansk familie, dels en indiansk kvinde på deres vidt forskellige rejse i området. Den amerikanske familie på ferie væk fra stress og ind i amerikansk historie, som den har lært den - og den indianske kvinde i en blanding af vemod og stolthed på vej ind i den Store Ånds land, det land som egentlig tilhører indianerne, men i dag nærmest er hellig jord for "The American Dream" om frihed og demokrati.